# Дорошенко Василь Володимирович
Васи́ль Володи́мирович Дороше́нко (21 квітня 1995, с. Тязів — 13 серпня 2023, с. Кліщіївка, Бахмутський район) — старший солдат Збройних сил України, учасник російсько-української війни, пластун.

## Життєпис
Народився 21 квітня 1995, в селі Тязів поблизу міста Івано-Франківськ. Закінчив школу в рідному селі Тязів. Навчався за спеціальністю «Фінанси та кредит» в Івано-Франківському державному коледжі технологій та бізнесу, який завершив у 2013 році. У 2014 році — активіст Євромайдану.
До Пласту вступив 29 вересня 2014 року. З 2015 по 2017 р. був новацьким виховником рою «Динозаврики» гнізда ч. 49 «Прайд» у станиці Івано-Франківськ. У 2015 році був виховником та інструктором ройової вмілості «Актор», мистецької ділянки «Орігамі» у новацькому таборі станиці Івано-Франківськ — «Країна Сонячних Зайчиків», що відбувався в с. Вістова Калуського р-ну. В 2016 році на новацький гніздовий табір «Прайм», що відбувався на фермі в с. Уніж, Городенківського р-ну приїхав братчиком одразу після археологічної експедиції з Національного історико-археологічного заповідника «Ольвія» Миколаївської області. З 4 по 10 серпня 2017 року комендант ройового табору «Маленькі дикуни». Свій новацьким рій перевів у юнацтво до 49 куреня ім. І. Миколайчука 19 грудня 2017, на це переведення приїхав спеціально з Польщі, щоб встигнути на сходини і це стало великим для всіх сюрпризом. У 2020 р. у зв'язку зі зміною місця проживання перейшов до станиці Львів, де допомагав кадрі виховників 109 куреня ім. Я. Горошка.
Згодом навчався на програмі з історії Гуманітарного факультету Українського католицького університету у 2015—2017 роках . 
Захоплювався подорожами автостопом та книгами, також волонтерив, писав прозу й поезію, мріяв про видання власної книги
Працював у книгарні «Є». З осені 2021 заочно здобував юридичну освіту в Національному університеті «Львівська політехніка» і навчався в Сілезькому університеті в Катовицях.
З березня 2020-го по серпень 2021 р. був у команді ГО «Зелена Коробка», де опікувався логістикою і продажами. Багато праці вклав у Громадську сортувальню. У той же час ще волонтерив у ГО «Тарілка». З 2021 р. працював у підприємстві «Терра Ресайклінг», що займалось сортуванням відходів.
З 22 травня 2022 до лютого 2023 служив у 45-й окремій артилерійській бригаді. З лютого 2023 року перейшов у 3-тю штурмову бригаду.
Позивний «Паладін» походить від назви «Ордену Паладинів», що об'єднував історичних реконструкторів Львова, які вивчали українське середньовіччя.
Брав участь у боях під Бахмутом, де в травні 2023 р. отримав поранення. Після реабілітації повернувся в стрій.

## Загибель
Загинув 13 серпня 2023 року поблизу села Кліщіївка на Бахмутському напрямку. Похований 17 серпня 2023 року в рідному селі.

## Нагороди
28 вересня 2023 року указом президента України нагороджено Орденом «За мужність» III ступеня
1 жовтня 2023 року нагороджений почесним нагрудним знаком Головнокомандувача ЗСУ Валерія Залужного «Золотий хрест».
10 лютого 2024 року орден «За мужність» передали матері Василя в місті Київ.

## Книги
- 2025: Паладін. — Івано-Франківськ: Лілея-НВ, 2025